# Ardal (Iran)
Ardal (farsi اردل) è il capoluogo dello shahrestān di Ardal, circoscrizione Centrale, nella provincia di Chahar Mahal e Bakhtiari. 